# Genesis Antwi
Genesis Antwi, né le 11 mai 2007 à Stockholm en Suède, est un footballeur suédois qui évolue au poste d'arrière droit au Chelsea FC.

## Biographie

### En club
Né à Stockholm en Suède, de parents originaies du Ghana Genesis Antwi commence le football au Hammarby IF avant de déménager à l'âge de sept ans en Angleterre avec sa famille. Il rejoint ensuite le centre de formation du Chelsea FC à l'âge de onze ans.
En mars 2025, Antwi est intégré pour la première fois à l'équipe première de Chelsea par l'entraîneur Enzo Maresca.
Le 8 mai 2025, il rentre en jeu avec Chelsea en demi-finale retour de Ligue Conférence, face au Djurgårdens IF. Son équipe s'impose par un but à zéro ce jour-là.

### En sélection
Genesis Antwi représente la Suède en sélection, faisant ses débuts avec les moins de 16 ans. Il joue deux matchs avec cette sélection.